# 中尾晃一郎
中尾 晃一郎（なかお こういちろう、1968年6月26日 - ）は、NHKのアナウンサー。

## 人物
岐阜県立岐阜高等学校を経て東京大学法学部卒業後、1992年入局。学生時代はボクシング部に所属し、フェザー級（57キロ以下）東京都ランキング6位をマークしている。
好きな食べ物はラーメン、すし、おでん。

## 現在の担当番組・業務
- アナウンスグループ統括
- まるっと!ぎふ（キャスター：2023年7月24日 - ）（村竹勝司と隔週で担当）
- 岐阜局制作番組の編責

## 過去の担当番組
金沢放送局時代（1度目・初任地時代）
- おはよう金沢
- 石川県のニュース

熊本放送局時代
- 熊本県のニュース

広島放送局時代
- お好みワイドひろしま（キャスター）
- 広島県・中国地方のニュース

新潟放送局時代
- 新潟県のニュース
- 新潟ニュースファイル（キャスター）
- 新潟発ふれっしゅ便（キャスター）
- 新潟ニュース845（不定期）
- 大相撲中継他スポーツ中継

東京アナウンス室時代
- NHK BSニュース（22時 - 25時台キャスター）
- ふるさと自慢うた自慢&ふるさと自慢コンサート（司会）
- ゆうどきネットワーク（リポーター、不定期）
- 首都圏ネットワーク（リポーター、不定期）[1]
- 首都圏ニュース845（代行キャスター、2010年8月2日 - 6日）
- 2011年3月の東北地方太平洋沖地震では、仙台放送局に応援で派遣され、災害情報を中心にローカルニュースを担当した。

釧路放送局時代
- ネットワークニュース北海道 釧路（2011年7月 - 2014年3月）
- ほっとニュース北海道 釧路（2014年4月 - 2014年6月）

日本語センター出向時代
- NHKきょうのニュース（ラジオ第1・FM、土曜・日曜・祝日、2014年6月14日 - 2015年6月7日）
- NHKニュース（正午）（ラジオ第1・FM、土曜・日曜・祝日、2014年6月14日 - 2015年6月7日）

金沢放送局時代（2度目）
- 放送部副部長（2018年6月-2023年3月）→コンテンツセンターアナウンスグループ統括（2023年4月 - 6月）
- 石川県のニュース（不定期）
- ニュースいしかわ845（不定期）
- ニュースいしかわ645（不定期）
- おはよう石川（不定期）
- さらさらサラダ・石川（編責）
- かがのとイブニング（編責）
- 金沢放送局制作番組の編責
- 緊急報道（金沢放送局発）

岐阜放送局時代
・みのひだ情報局（編集長）